# Соколов, Лаврентий Никитич
Лаврентий Никитич Соколов (1903—1975) — разведчик. Подполковник.

## Биография
Родился в семье служащих. В РККА с 1920 года. Член ВКП(б) с 1930 года. Окончил школу одногодичников (1928), Специальный факультет Военной академии РККА имени М. В. Фрунзе (1937—1939). Преподаватель кафедры разведки Специального факультета Военной академии РККА имени М. В. Фрунзе (май 1939 — октябрь 1940), преподаватель по Высшей специальной школы Генерального штаба Красной Армии с октября 1940 года. Служил в 4-м управлении ГРУ Генерального штаба Советской Армии (1943), заместитель начальника 6-го отдела того же управления (1945).

## Награды
- Орден Красного Знамени;
- Два ордена Красной Звезды;
- Орден Отечественной войны 2 степени.